# Monastero di San Mattia
Il monastero di San Mattia era un antico complesso camaldolese situato in un'isola a nord di Murano, soppresso nel 1810 venne parzialmente demolito.

## Storia
Secondo la tradizione il primo insediamento nell'isolotto, allora ben staccato da Murano da ampi canali, sussisteva già nel 1155 ad opera di un gruppo di religiose. Attorno al 1220 il complesso ebbe la funzione di ospizio e nel 1229 venne fondata una piccola chiesa intitolata all'apostolo Mattia.
Il 14 ottobre 1243 si insediarono Giovanni e Gerardo, due eremiti camaldolesi. Presto il monastero assunse un notevole importanza tanto da essere posto sotto la protezione papale da Innocenzo IV nel 1249 ed essere insignito di alcune indulgenze da Alessandro IV che ne raccomandò anche espressamente la protezione al doge di Venezia nel 1260.

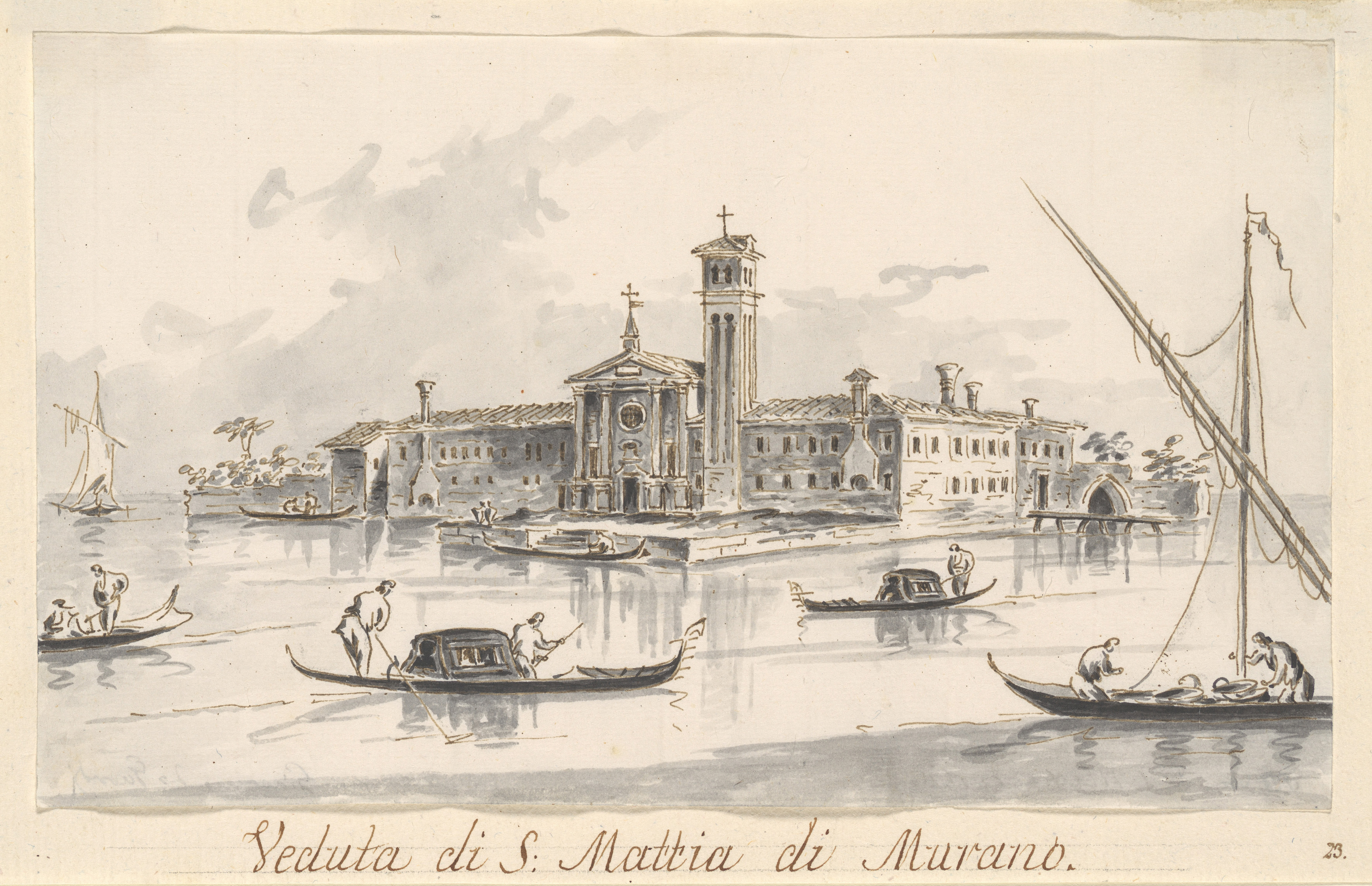
Giacomo Guardi, Veduta di San Mattia di Murano, 1805 circa, china su carta, 12,5 x 21,1 cm, New York, Metropolitan Museum

Nel 1324 il ricco veneziano Marco de Rena consegnò al monastero di San Mattia un piccolo oratorio e un ospedale per i poveri da lui fondato all'inizio del secolo in un'isola adiacente a quella di San Mattia e intitolati alla Santissima Trinità che i frati tennero fino alla soppressione.. Nel 1338 il monastero di San Mattia venne scelto dal capitolo generale dell'ordine, assieme ad altri sett, per costituirvi una facoltà di grammatica, filosofia e teologia.
Tra il 1322 e il 1344 i monaci di San Mattia fondarono altri conventi sotto la giurisdizione del cenobio muranese (Chioggia, Faenza, Bagnocavallo, Pesaro, Monte Rua, Giudecca), giurisdizione confermata nel 1370 da Urbano V. Grazie alla cura dimostrata dal monastero di San Mattia nella gestione dei propri conventi lo stesso pontefice, già nel 1363, aveva incaricato il priore Lorenzo di riformare i conventi nel dogado che stavano «o per la mancanza, o per la mala direzione de' loro Superiori andavano cosi nel materiale degli edificij che nello spirituale della regolar disciplina decadendo a manifesta rovina».
Il 30 dicembre 1383 il doge Antonio Venier concede di costruire lungo la riva d'ingresso del monastero una solida fondamenta allo scopo di facilitare alle imbarcazioni di accostarsi all'isola e dar modo di accedere con più sicurezza alle persone devote che si portavano a San Mattia per intrattenimenti spirituali o per confessarsi presso gli eremiti.

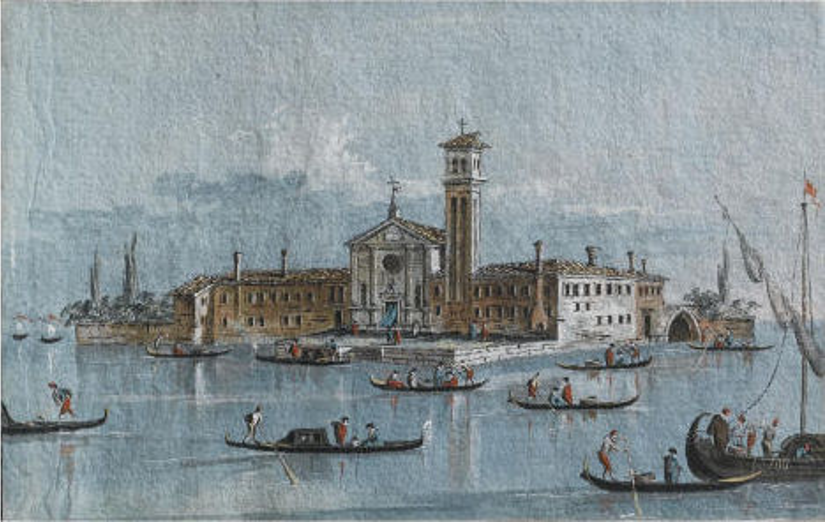
Giacomo Guardi, Veduta di San Mattia di Murano

La chiese restaurata una prima volta fu riconsacrata il 18 agosto 1387 da Gilberto Zorzi vescovo di Parenzo. 

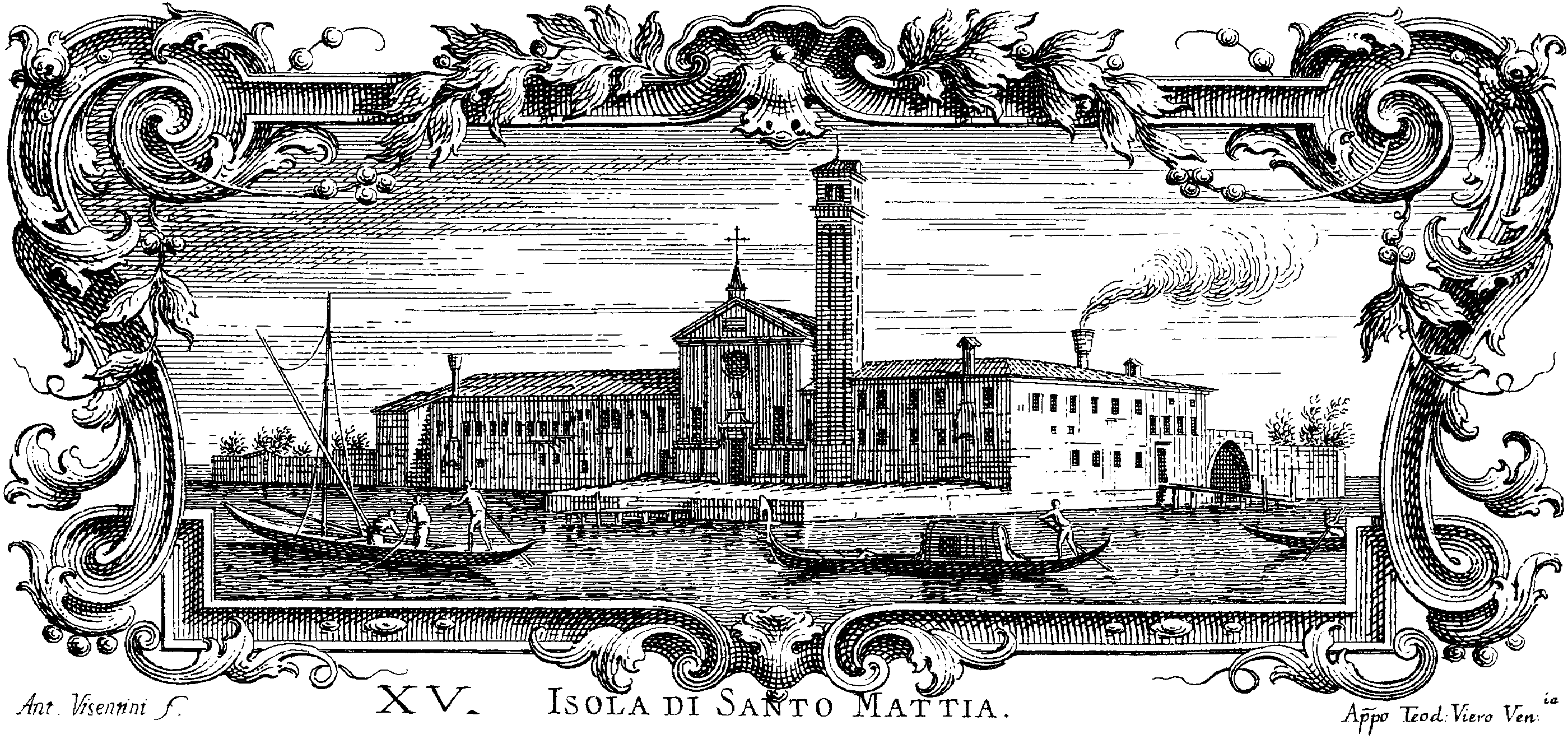
Antonio Visentini, Isola di Santo Mattia, 1739 circa, acquaforte, 80 x 174 mm

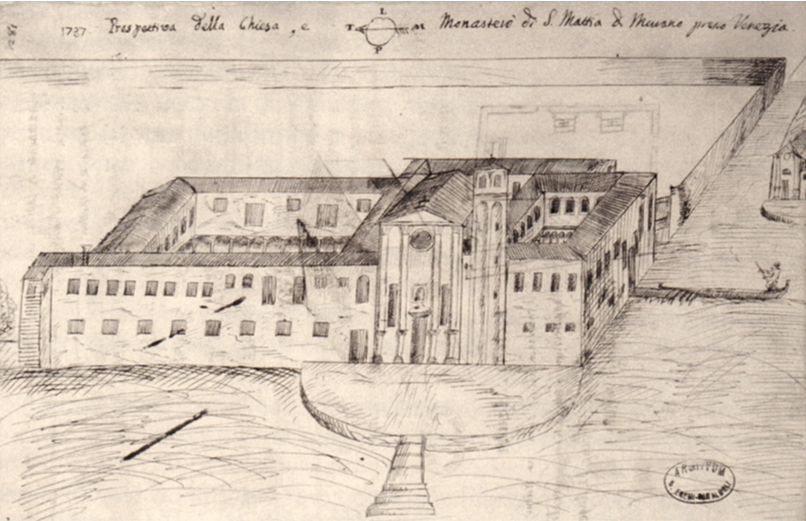
Prospetto del monastero di San Mattia, Biblioteca del monastero di Camaldoli, ms. 624, p. 281

Nel 1392 il ricco Daniele d'Ungrispach, nobile austriaco già podestà di Cormons, scelse di ritirarsi in questo monastero dove due delinquenti lo assassinarono nel 1411, supponendo vanamente che avesse portato con sé notevoli ricchezze. Le spoglie, sepolte nel chiostro, furono ritrovate incorrotte nel 1552 e traslate in un altare della chiesa. Daniele, per questo motivo prodigioso, venne considerato beato.
Nel 1395, come da sua disposizione, venne sepolto nel chiostro il nobile Angelo Condulmer (era il padre del futuro papa Eugenio IV e nonno materno di Paolo II).
Nel 1550 fu terminata una nuova ristrutturazione della chiesa, benedetta nel 1556 dal vescovo di Torcello Giovanni Dolfin.
Quando nel 1810 il monastero, scampato ai primi provvedimenti napoleonici del 1806, fu soppresso, nonostante i camaldolesi tenessero un scuola gratuita, c'erano dieci sacerdoti e tre frati laici oltre a due inservienti secolari. La ricca biblioteca, che aveva già subito una prima depauperazione in seguito al trattato di pace estorto da Napoleone nel 1797, venne smembrata ed i libri venduti. Al bibliotecario regio Jacopo Morelli furono consegnati tre manoscritti e sei libri rari a stampa per la Biblioteca di San Marco. L'incaricato per le biblioteche Jacopo Fuchs in una nota molto sommaria raggruppava 3 098 volumi suddivisi per formato; soltanto per dieci opere in più volumi fornisce indicazioni più dettagliate e stima in tutto lire italiane 1 200 perché i libri erano considerati di nessunissimo valore. 
Venne fatta una perizia che riconobbe come mediocre lo stato degli immobili. Il riepilogo delle stime fatte il 15 ottobre 1810 dichiara un valore per il convento lire 19.835,41; per l'ortaglia lire 4.460,99; per la chiesa lire 4.638,14; per i marmi lire 1.823,00. Nella camera del camerlengo inoltre erano custoditi vari oggetti d'argento per un peso complessivo di once 150,20.

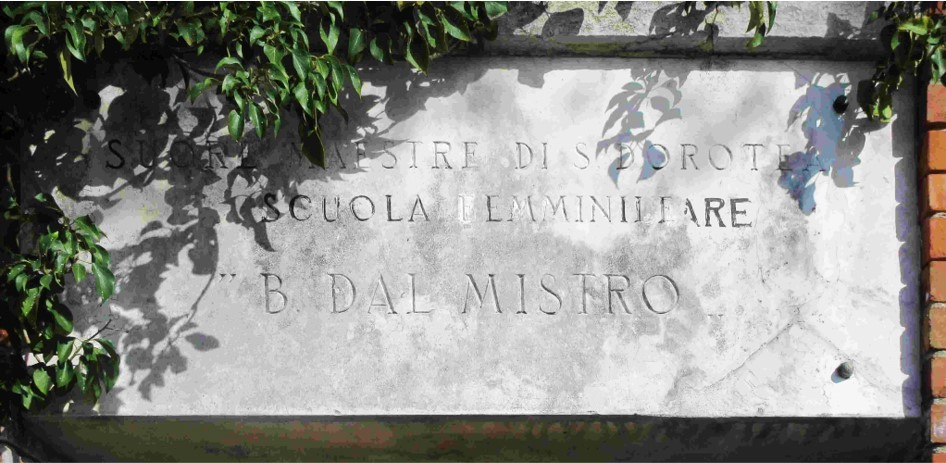
Suore Dorotee a Murano

L'organo Callido della chiesa venne acquistato dal parroco della vicina chiesa di San Salvador per lire italiane 325.
La chiesa, a parte una piccola cappella, venne svuotata e distrutta e anche il convento fu parzialmente demolito.
Il 28 ottobre 1850 Benedetta Dal Mistro acquistava ciò che era rimasto dell'antico monastero assieme a tutti i terreni ed avvia la "Scuola di Carità"  per le fanciulle di Murano che lei stessa affidò alle cure dell'Istituto delle Suore Dorotee di Venezia. Nel suo testamento del 26 marzo 1855 dispone che i locali, il fabbricato e l'ortaglia sia dato in proprietà alle Suore Dorotee. La stessa fondatrice si premurò di riavere il corpo del beato Daniele d'Ungrispach che allora si trovava nel seminario patriarcale di Venezia: il 23 febbraio 1852 il corpo venne riposto nella cappella dell'Istituto per la venerazione dei muranesi. Il culto al beato Daniele d'Ungrispach associato alla festa di san Mattia, è testimoniato da Vincenzo Coronelli nella seconda metà del sec. XVII.
Ora, dopo l'abbandono dell'istituto da parte delle suore dorotee, il corpo è stato spostato nella basilica dei Santa Maria e Donato.
L' "Istituto per la formazione delle fanciulle" diretto dalle suore dorotee venne chiuso nel 1995. Per qualche anno gli edifici vennero adibiti a scuola pubblica per poi essere definitivamente chiusi.

## Descrizione

### Chiesa
La facciata della chiesa appariva tripartita dalle paraste montate su alti basamenti e culminata da un grande timpano triangolare, era aperta da un ampio portale, due finestre laterali e un rosone centrale. Era affiancata a destra da un alto campanile e su ambedue i lati, in un unico fronte, dalle due ali del convento.

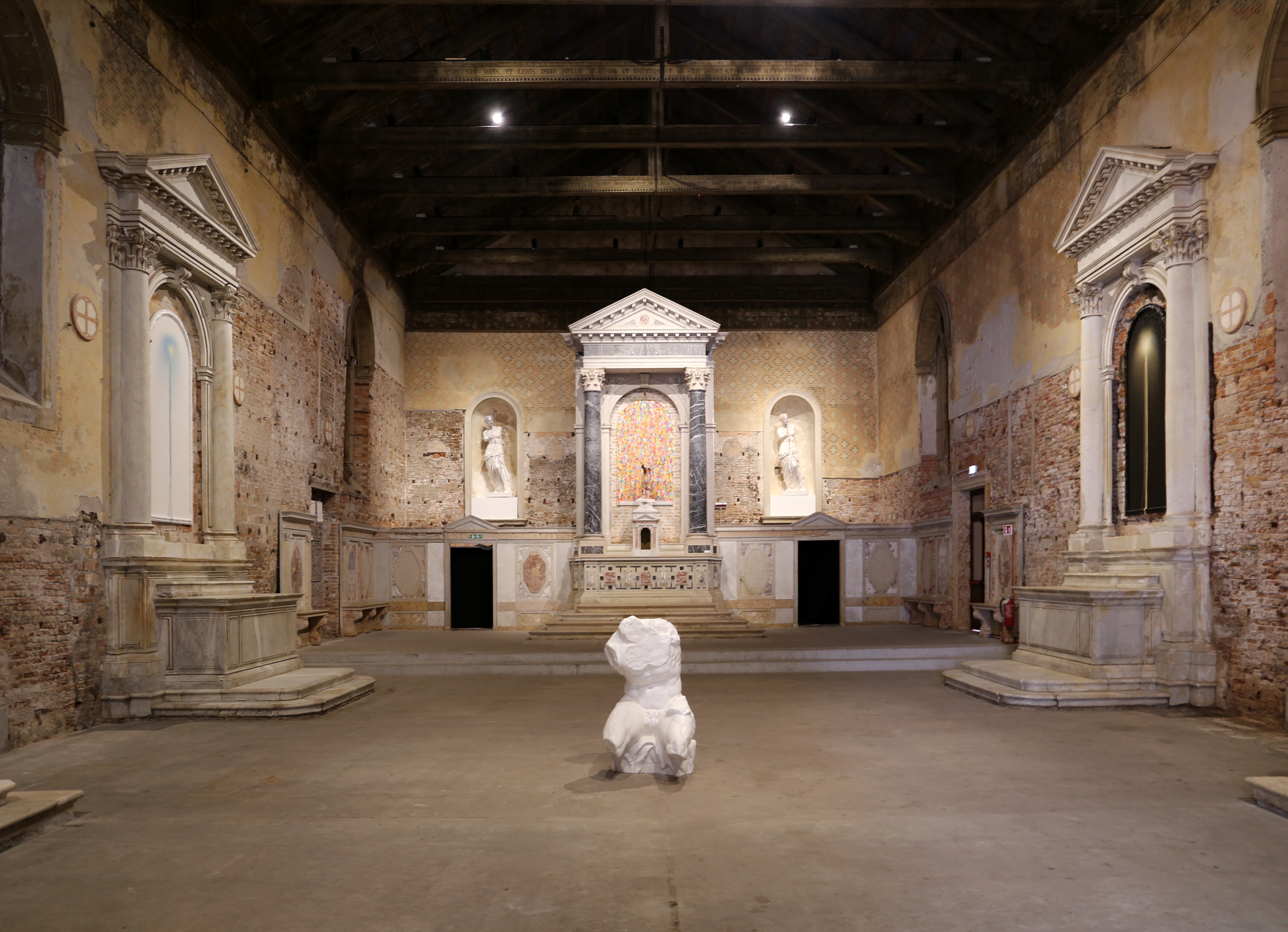
Chiesa dell'Abbazia della Misericordia di Venezia con, verso il fondo, l'altare maggiore e gli stalli del coro provenienti dalla chiesa di San Mattia di Murano

Dell'ampio interno si ricorda soltanto la pala di Antonio Foler rappresentante «S. Mattia e altri Apostoli, e in aria lo Spirito Santo». L'altar maggiore e i raffinati stalli marmorei sono giunti fino a noi, ricollocati almeno in parte nella chiesa dell'Abbazia della Misericordia di Venezia, grazie il rettore di quest'ultima che li acquistò nel 1835 dopo che per trent'anni erano stati abbandonati e lasciati esposti alle intemperie.

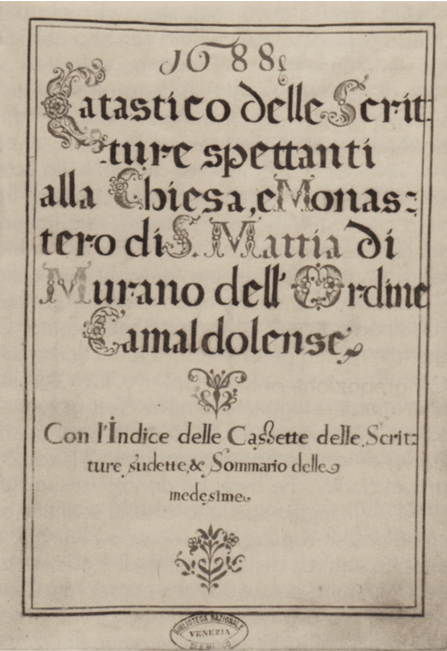
Catastico San Mattia Murano, 1688

Sul luogo sopravvive soltanto quella che era probabilmente la cappella absidale di destra. È ancora apprezzabile la struttura frontale cinquecentesca dove nell'originario fornice è stato costruito un muro ed una porta. Probabilmente era stata riservata per contenere le spoglie del beato Daniele d’Ungrispach che sono state portate nella Basilica dei Santi Maria e Donato; oggi vi riposa la benefattrice Benedetta Dal Mistro.

### Convento
Le due ali del convento affiancavano a destra e sinistra il corpo della chiesa. Dell'ala sinistra rimane, ancora scandito dal suo colonnato trecentesco trabeato ma parzialmente murato, un lato del chiostro. È piuttosto arretrato rispetto alla cappella absidale superstite tanto da farne immaginarne una grande estensione originaria. 
Boschini ci tramanda che il convento era ornato nel refettorio da due quadri, «Christo vien tentato dal  demonio, perché converta le pietre in pane, con San Giovanni Battista & alcuni Beati della Religione [Camaldolese]» oltre a due «cantonali di chiaro oscuro», tutti opera di Giovanni Battista Lorenzetti.
La biblioteca, famosissima per i suoi 12.000 volumi scelti, era arredata, come d'uso, da elaborate librerie lignee disegnate da padre Vecellio. Del mobilio non abbiamo più notizie, i libri superstiti dalla prima depredazione incamerati dal demanio francese furono dispersi ponendoli al pubblico incanto. Solo alcune opere del primo sequestro tornarono alla Biblioteca Marciana mentre altri manoscritti sono giunti al Seminario patriarcale o al Museo Correr.